# Mary Horner Lyell
Mary Horner Lyell, född 1808 i Pancras, Middlesex, England, död 1873 i Kensingston, London, var en brittisk konkolog (skaldjurskännare) och geolog. Hon var gift med den framstående brittiske geologen Charles Lyell, och hjälpte honom i hans vetenskapliga arbete. Hon blev aldrig vida känd för sitt eget arbete, även om det av historiker anses sannolikt att hon lämnat stora bidrag till sin makes arbete.

## Biografi
Mary Elizabeth Horner var äldst av sex döttrar  till Leonard Horner, professor i geologi som undervisade i England och Tyskland. Han var angelägen om att alla hans barn skulle få en god utbildning. Mary blev konkolog och geolog medan hennes yngre syster Katharine blev botaniker.
År 1832 gifte hon sig med Charles Lyell, som hon delade inte bara sin kärlek till geologi med, utan också en kärlek till litteratur och vänskapsrelationer i den litterära världen. Marias syster Katherine gifte sig med Charles Lyells yngre bror, Henry.
Horner Lyell är mest känd för sitt vetenskapliga arbete 1854, där hon studerade sin samling av marksniglar från Kanarieöarna. Denna studie var jämförbar med Charles Darwins studie av Galapagosöarnas finkar.
Makarna var vetenskapliga partners och hon följde honom på studieresor och hjälpte honom genom att skissa geologiska ritningar, packa utrustning och prover, katalogisera deras samlingar samt lära sig spanska och svenska vid sidan av sina talade språk franska och tyska i syfte att bistå med kommunikation, och fungera som sekreterare när hans syn försämrades under hans senare år.
Horner Lyell är känd för att ha deltagit i särskilda möten med London Geological Society, och det är klart att hon hade ett stort intresse och en grundlig förståelse av geologi. Hon bedrev en skriftlig korrespondens med Elizabeth Agassiz om glacialgeologi i Sydamerika, och var närvarande vid sin makes samtal med Charles Darwin för att senare hjälpa honom med ursprungsbestämning av havstulpaner, vilket han nämnde i ett brev där han också diskuterade geologin i de skotska dalgångarna.

## Utmärkelser
En krater på planeten Venus har fått sitt namn Horner till hennes ära, se Lista över kratrar på Venus.